# 工具鋼
工具鋼 （こうぐこう、英: tool steel）とは、金属・非金属材料の切削、塑性加工等を行なう工具ならびに治具に用いられる鋼である。日本工業規格においては、炭素工具鋼、合金工具鋼ならびに高速度工具鋼の3種が定義されている。
強度と耐衝撃性・耐摩耗性に優れ、手動工具（ハンドツール）の他、金属加工に用いられる刃物、治具、金型、掘削工具、切削工具等に用いられる鋼である。また過去には転がり軸受、ピストンピン等のエンジン部品・摩擦機械・摺動部品等の境界潤滑状態で使われた材料である。もともと炭素鋼から発展した工具向けの用途を意図した特殊鋼ゆえ、工具・金型以外への適用はそれよりも用途に適した合金鋼への移行が進んだ。

## 概要
低合金工具鋼、ダイス鋼（プレス、鍛造の金型用鋼）、高速度工具鋼などの種類がある。低合金鋼工具鋼は比較的使用力学環境がマイルドな小型工具に使用され、ダイス鋼は金型などの大型で熱や物理的インパクトの激しいプレス金型などに使用される。高速度工具鋼（英名ハイスピードスチール、通称ハイス）は特に高抗力、高耐熱性の要求される金型や金属切削工具を中心に多く用いられ、金属切削工具においては超硬合金と使用量において双璧を成す。
最強の曲げ強度も示す材料であり、これは工具鋼は熱処理により4倍以上の材料強度の増幅能力があることに由来し、固体材料では最も強度増幅能が高い高性能なトライボロジー材料の部類に属し、かつては永久磁石材料としても君臨していた。金属相（マトリックス）である焼戻しマルテンサイト（ラス状のマルテンサイト構造を有しながらも結晶構造は立方晶系構造を取り結晶粒界にナノレベルの微細析出炭化物が存在）の中にミクロンレベル遷移金属炭化物が分散して存在する金属組織で構成されている。また全合金系のなかではもっとも複雑化、高度化した合金とも位置付けられ、なかには世界最多の11元素の添加によって本来は相反する特性を両立し、信頼性を上げるため各特性を高いレベルで達成した合金なども実用化している。すなわち鉄鋼材料における最先端材料の一種ということが出来る。しかしながら、目新しい技術で損傷・寿命を稼ぐことができる工具・金型はなかなかないのもこの分野の特徴である。

## 歴史
日本においては、日本刀を初めとする刃物が発達し、鉄と鋼の明確な概念が前近代においてもあった。しかし世界では鋼の概念を生むまでに産業革命を要した。当時爆発的に伸びた銑鉄材料をどうやって加工すればいいのかというのが課題であった。そこで、マイケル・ファラデーの鉄合金の研究を基盤にロバート・フォレスター・ムシェットがムシェット鋼（Cr-W鋼）を発明（1861）し、およびそれを基盤としたフレデリック・テイラーとマンセル・ホワイトのCr-W-Mo-V鋼の研究により、高速度工具鋼の地位が確立した。このことにより、銑鉄（鋳鉄）製品の精度はこのような高速度工具鋼による機械加工で格段と高い寸法精度が得られるようになり、機械工学上の普及に寄与した。これらは先の鉄鋼生産力の圧力により開花したものであったが、日本では鋼の概念が明確であったため、すぐさまそれに呼応する形でアジアで初めて島根県の安来鉄鋼合資会社（現日立金属安来工場冶金研究所）の伊部喜作らが国産初の合金化に成功・開発。戦後はフォード生産システムの普及により様々な鉄鋼材料用の切削、鍛造、プレス加工等の塑性加工用の金型向けの工具鋼、あるいはアルミニウム鋳造合金の普及に伴ったダイカスト金型向けの工具鋼が開発され現在に至っている。

## 代表的な工具鋼
代表的な工具鋼について、JISの規格で表記する。
- SK1 - 7：炭素工具鋼

0.60 - 1.50%の炭素を添加した鋼。
- SKT、SKS：合金工具鋼（低合金工具鋼）

炭素工具鋼に少量のタングステン（W）、クロム（Cr）、バナジウム（V）などを加えたもの。
- SKD：合金工具鋼(冷間ダイス鋼、熱間ダイス鋼)

炭素工具鋼にすくなくとも3%以上のクロム(Cr)を添加し、その他にタングステン（W）、モリブデン（Mo）、バナジウム（V）などを複数、加えたもの。プラスチック金型用鋼と並んで金型用の素材として多用される。
- SKH：高速度工具鋼（ハイス鋼）

W、Cr、V又はW、モリブデン（Mo）、Vを多く含む鋼で比較的高価だが超硬ほどではなく、靭性も高い。

## 参考資料
- 日立金属工具鋼技術情報
- “特殊鋼” (PDF). 2014年11月号 (2014年11月1日). 2017年3月27日閲覧。
- 『機械材料学』、日本材料学会、太洋堂、2000年、ISBN 4-901381-00-8